# Cyllometra prashadi
Cyllometra prashadi is een haarster uit de familie Colobometridae.
De wetenschappelijke naam van de soort werd in 1932 gepubliceerd door Austin Hobart Clark.